# Herrarnas florett vid olympiska sommarspelen 1972
Herrarnas florett-tävling i de olympiska fäktningstävlingarna 1972 i München avgjordes den 29-30  augusti.

## Medaljörer
| Event           | Guld               | Silver            | Brons                |
| Florett, herrar | Witold Woyda (POL) | Jenő Kamuti (HUN) | Christian Noël (FRA) |

## Resultat
| Fäktare              | Land            |
| -------------------- | --------------- |
| Witold Woyda         | Polen           |
| Jenő Kamuti          | Ungern          |
| Christian Noël       | Frankrike       |
| Mihai Ţiu            | Rumänien        |
| Vladimir Denisov     | Sovjetunionen   |
| Marek Dąbrowski      | Polen           |
| Nicola Granieri      | Italien         |
| Friedrich Wessel     | Västtyskland    |
| Daniel Revenu        | Frankrike       |
| Bernard Talvard      | Frankrike       |
| Sándor Szabó         | Ungern          |
| Lech Koziejowski     | Polen           |
| Eduardo Jhons        | Kuba            |
| Anatoly Koteshev     | Sovjetunionen   |
| Hiroshi Nakajima     | Japan           |
| Vasyl Stankovych     | Sovjetunionen   |
| Klaus Reichert       | Västtyskland    |
| Ichiro Serizawa      | Japan           |
| František Koukal     | Tjeckoslovakien |
| Kiyoshi Uehara       | Japan           |
| Barry Paul           | Storbritannien  |
| Graham Paul          | Storbritannien  |
| Guillermo Saucedo    | Argentina       |
| Ştefan Haukler       | Rumänien        |
| Dan Alon             | Israel          |
| Jesús Gil            | Kuba            |
| László Kamuti        | Ungern          |
| Tănase Mureşanu      | Rumänien        |
| Mike Breckin         | Storbritannien  |
| Joseph Freeman       | USA             |
| Omar Vergara         | Argentina       |
| Ernest Simon         | Australien      |
| Carlos Calderón      | Mexiko          |
| Roland Losert        | Österrike       |
| Greg Benko           | Australien      |
| Yehuda Weisenstein   | Israel          |
| Ali Asghar Pashapour | Iran            |
| Stefano Simoncelli   | Italien         |
| Harald Hein          | Västtyskland    |
| Arcangelo Pinelli    | Italien         |
| Enrique Salvat       | Kuba            |
| Fernando Lupiz       | Argentina       |
| Vicente Calderón     | Mexiko          |
| Carl Borack          | USA             |
| Herbert Obst         | Kanada          |
| Chan Matthew         | Hongkong        |
| John Nonna           | USA             |
| Andreas Vgenopoulos  | Grekland        |
| John Bouchier-Hayes  | Irland          |
| Yves Daniel Darricau | Libanon         |
| Fawzi Merhi          | Libanon         |
| Bülent Erdem         | Turkiet         |
| Magdy Conyd          | Kanada          |
| Per Sundberg         | Sverige         |
| Ali Sleiman          | Libanon         |
| Robert Elliott       | Hongkong        |
| Lester Wong          | Kanada          |